# Målselva
Die Målselva ist ein Fluss in der Provinz Troms in Nord-Norwegen. Die Kommune Målselv sowie das Tal Målselvdalen sind nach ihm benannt.
Der Fluss mündet nördlich von Olsborg in den Målselvfjord, einen Seitenarm des Malangsfjords. Die Quellflüsse Divielva, Tamokelva und Rostaelva vereinigen sich nahe dem See Lille Rostavatn zur Målselva. Ein linker Nebenfluss ist der Barduelva. Das Einzugsgebiet beträgt 6144 km².
Der Fluss Målselva passiert die Ortschaften Moen, Bardufoss, Andselv, Øverbygd und Skjold.

## Einzelnachweise

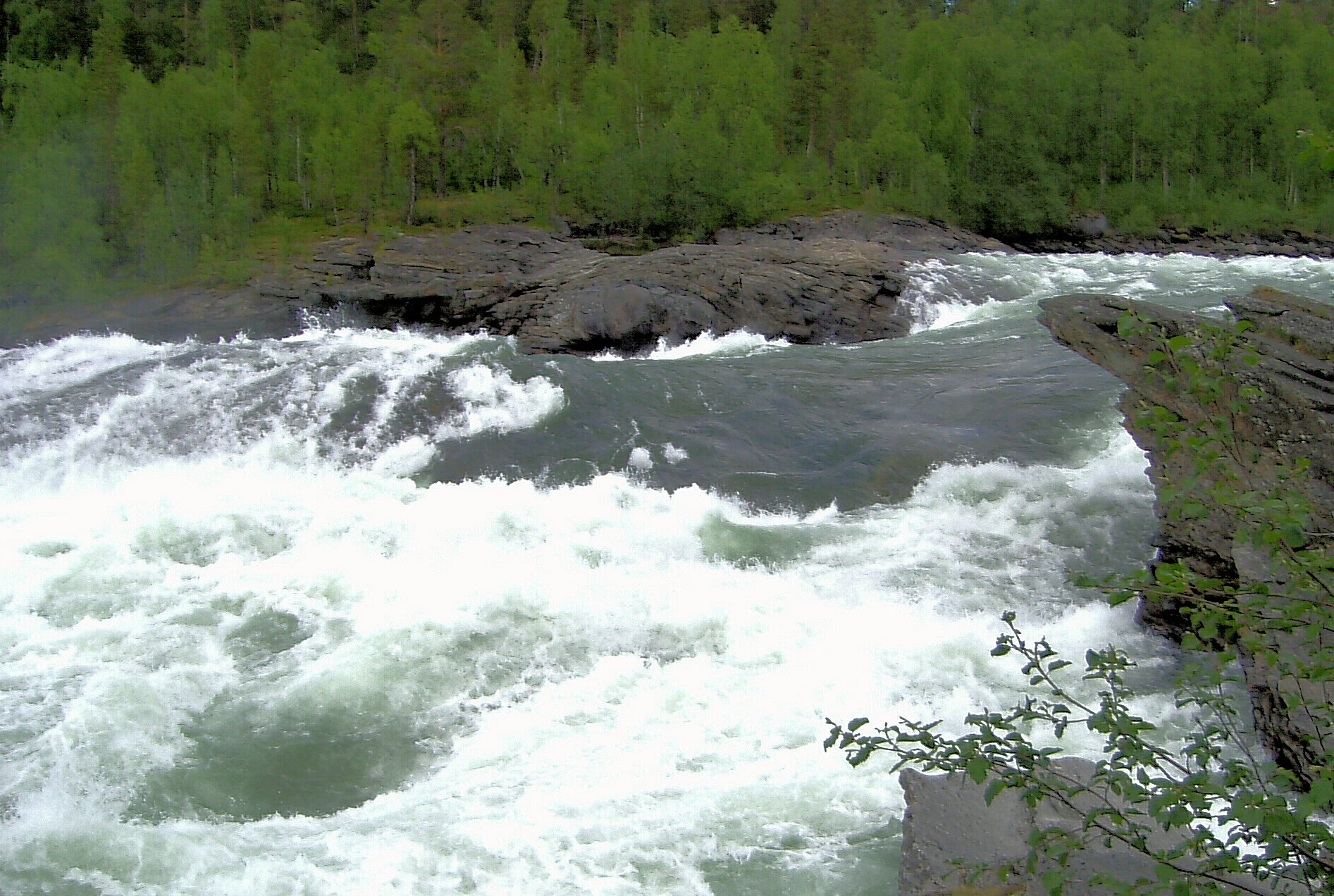
Kaskade des Målselvfossen